# Vladimír Jirásek
Vladimír Jirásek (Hrádek, 1933. november 2. – 2018. május 14.) világbajnok cseh szlalomkenus.

## Pályafutása
Öt világbajnoki aranyérmert nyert. Hármat C-1 csapatban, kettőt C-1 egyéniben. 1953-ban C-1-ben, 1957-ben C-1 csapatban szerzett bronzérmet a világbajnokságon. 1959-ben az év sportolójává választották Csehszlovákiában.

## Sikerei, díjai
- Világbajnokság
  - aranyérmes (5): 1953 (C-1 csapat), 1955 (C-1 csapat, C-1), 1959 (C-1 csapat, C1)
  - bronzérmes (2): 1953 (C1), 1957 (C-1  csapat)